# Minen von L’Argentella
In den Minen von L’Argentella an der Westküste der französischen Mittelmeerinsel Korsika wurden vom 16. bis zum 20. Jahrhundert unter Tage Silber, Blei und Kupfer gefördert. Das heutzutage verfallene Gebäudeensemble ist Teil der Europäischen Route der Industriekultur und darüber hinaus auch in der Base Mérimée gelistet, einer Datenbank des französischen Kulturministeriums über das architektonische Erbe Frankreichs.

## Lage
Das Flurstück L’Argentella liegt an der Bucht Baie de Crovani und gehört administrativ zur Gemeinde Galéria. Die Minengebäude befinden sich allerdings sowohl in Galéria als auch auf dem Gebiet der nördlich angrenzenden Gemeinde Calenzana. Beide Gemeinden – und somit auch die Minen – zählen zum Kanton Calvi, zum Arrondissement Calvi und übergeordnet zum Département Haute-Corse. Direkt erreichbar ist das Gebiet über die gewundene Küstenstraße D81B. Die hauptsächlichen Abbaugebiete lagen am Westhang des Capu di L’Argentella (813 m) in etwa 440 Metern Höhe (⊙) sowie südöstlich des Stausees (⊙). Des Weiteren erfolgte zum Minenkomplex zählende Erzförderung in den nahen Liegenschaften Bocca Bassa, Campo Astro, Ferragliola, Monte Martino, Ogliastrone und Valle Calde.

## Geologische Situation
„Die typischen Gesteine der Region sind rostig-dunkelbraun verwitterte schwarze Schiefer mit einzelnen harten grauen Lagen aus Tuffen, die viel Kieselsäure enthalten. Die Gesteine haben eine Verschieferung und schwache Metamorphose durchlaufen. Die andesitisch-dazitischen Vulkanite entstanden im späten Präkambrium und wurden in die cadomische Orogenese einbezogen. Die vulkanischen Gesteine wurden in der magmatischen Zone über einer Subduktionszone gebildet und enthalten sulfidische Buntmetallvererzungen.“

In der Gegend um L’Argentella, am Fuß des Berges, befindet sich im granitischen Nebengestein ein Gang, der 15° gen Süden streicht und beinahe seiger einfällt. Seine Mächtigkeit schwankt zwischen einigen Zentimetern und über einem Meter. Bisweilen wird er von einer bis zu fünf Meter mächtigen Imprägnationszone begleitet, in der Galenit (PbS) in Form feiner Trümmer oder Nester akzessorisch den Granulit durchsetzt. Der Gang selbst ist ausgefüllt mit grobkristallinem Galenit sowie mit geringeren Mengen an Sphalerit (ZnS), Pyrit (FeS2) sowie Chalkopyrit (CuFeS2).
Gefördert wurden in den Minen von L’Argentella vorwiegend Galenit und paragenetischer Akanthit (Ag2S), aus denen anschließend Blei und Silber gewonnen werden konnte. Allerdings war der Galenit-Gehalt der Fördermasse über die Jahre sehr schwankend.

## Geschichte

### Anfänge
Die ältesten Bergbauspuren in L’Argentella datieren aus dem Jahr 1572. Damals eröffneten die Genuesen vor Ort eine erste Mine. Sie wurde 1780 als verlassenes Bergwerk im Plan du terrier général de Corse, einer umfassenden geologischen Landesaufnahme, kartiert.
Zur Mitte des 19. Jahrhunderts kam wieder Interesse an einer Nutzung und einem Ausbau der Mine auf. Verschiedene Personen ersuchten 1847 um eine Explorationslizenz: Der Anwalt Léonard Pierraggi aus Corte, ein Herr Marini (unterstützt von der wohlhabenden Familie Gavini) sowie Philippe Auguste Marie Le Coat de Kervéguen. Bezug nehmend auf das Bergrecht von 1810 erteilten die Gemeinderäte von Calenzana und Moncale ihnen Genehmigungen, was allerdings zu diversen Interessenkonflikten und Prozessen führte. Le Coat de Kervéguen finanzierte zwischen 1848 und 1851 Explorationsarbeiten, die vom Ingenieur Grange, dem Bergbautechniker Santelli sowie elf Arbeitern durchgeführt wurden. Wenige hundert Meter entfernt war im Auftrag der Compagnie Moullet Frères und unterstützt durch provenzalische Investoren ein zweites Team tätig und rodete das Gelände. Am 9. Januar 1856 erhielt die Compagnie Moullet Frères die bergbauliche Konzession für 1091 Hektar (10,91 Quadratkilometer) in L’Argentella zugesprochen. Aufgrund fehlender finanzieller Mittel seitens der Firma blieb die Lagerstätte jedoch bis 1865 trotz behördlicher Erlaubnis ungenutzt.

### Blütezeit

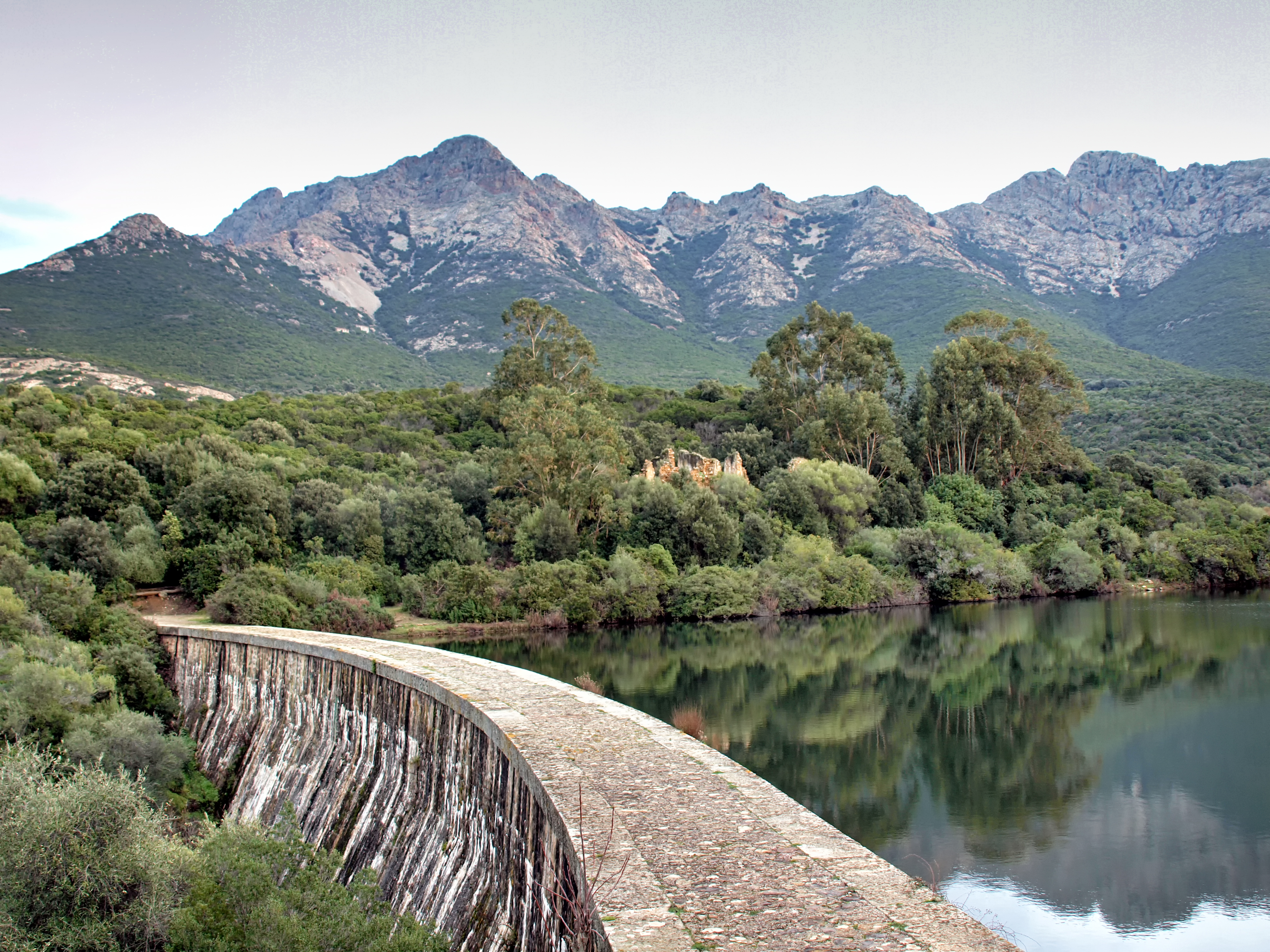
Blick auf den 1873 erbauten Staudamm und den Lac de l’Argentella (Januar 2013).

Ab 1869 stellten sich in L’Argentella sowie in der Liegenschaft Valle Calde erste nennenswerte Erfolge bei der Förderung ein und ab 1870 wurden unter dem neuen Lizenzinhaber C. Colas, dem Direktor der Société Anonyme de l’Argentella, wesentliche bauliche Erweiterungen durchgeführt. So entstanden Verwaltungsgebäude, eine Fabrik am Fluss Cardiccia zur Anreicherung und zum Waschen des Erzes, sowie an der Baie de Crovani eine Mole und der Frachthafen Julia Port. 1873 ließ Colas am 2,3 Kilometer langen Chierchiu-Bach, einem Nebenfluss des Cardiccia, einen 20 Meter hohen und 85 Meter langen Staudamm errichten. Der dadurch entstandene Stausee Lac de l’Argentella (⊙) besaß eine maximale Oberfläche von 2,37 Hektar und ein Volumen von 80.000 Kubikmetern. Zweck des Dammes war es, die Wasserversorgung der Fabrik, der Verwaltungsgebäude, der Materialseilbahn, des Hafens und einiger Wohnhäuser sicherzustellen. Am 14. April 1874 wurde die Konzession auf 2520 Hektar (25,2 Quadratkilometer) ausgeweitet. Dies war die erfolgreichste Periode der Minen von L’Argentella. Es wurden bis zu 30 Tonnen Erz pro Tag abgebaut, also etwa 10.950 Tonnen pro Jahr. Verarbeitet wurde das Material in der Fabrik, die mit drei Dampfmaschinen ausgestattet war. Ab 1876 wurde in den Minen jedoch nur noch zweimal im Jahr für jeweils vier bis fünf Wochen gearbeitet. Dies hatte zur Folge, dass beispielsweise im gesamten Jahr 1878 lediglich 30 Tonnen Erz gefördert wurden.
Im Jahr 1886 verkaufte Colas seine Lizenz an ein englisches Unternehmen, das in der Folge die Argentella Mining Limited gründete. Unter der Leitung des Ingenieurs Broad Roberts betrieb sie die Minen zwei Jahre lang und beschäftigte zeitweise bis zu 200 Arbeiter. Zwischen 1888 und 1891 war die Erzförderung allerdings abermals eingestellt. Sie wurde im Januar 1891 in den Sektoren Ogliastrone und Bocca Bassa wieder aufgenommen. Zwischen Ende 1893 und 1898 war Arthur Castell-Southwell im Besitz der Lizenz für L’Argentella. Er ließ das Fabrikgebäude demontieren und verkaufte die Lizenz anschließend an den Industriellen Paul Santarelli, den Direktor der Mines et Fonderies de Francardo.

### Niedergang im 20. Jahrhundert
Ab 1906 wurde das Bergwerk für kurze Zeit von der La Societe des Mines de Prunelli betrieben, die es von Santarelli übernommen hatte. Währenddessen begann dort der erste organisierte Abbau von Silber auf Korsika. Das Vorhaben wurde jedoch alsbald mangels Rentabilität wieder eingestellt. Es folgten mehrere unterschiedliche Eigentümer: Bis 1911 die Société des Mines de l’Argentella und anschließend das Syndicat Franco-Ova Réunis. Tatsächlich fand in L’Argentella nach 1910 jedoch nur noch sporadischer Abbau statt. 1928 übernahm die Société d’Exploitation Minière de la Corse die Anlagen, zog sich allerdings bereits 1930 wieder zurück. Im Jahr 1947 bekundete auch die Compagnie Industrielle et Minière de la Corse Interesse an den Bergbaurechten vor Ort, erwarb sie jedoch nicht.
Nachdem die französischen Kernwaffentests in Algerien in Verruf geraten waren, erwogen Staatspräsident Charles de Gaulle und das Kabinett Debré – hier insbesondere der beigeordnete Minister für Atomenergie, Pierre Guillaumat – im April 1960, die Minen von L’Argentella für unterirdische Tests zu nutzen. Massive Proteste der korsischen Bevölkerung führten allerdings alsbald zur Niederlegung der Planungen. Schließlich wurde am 24. Januar 1964 der endgültige Verlust der Bergbaukonzession für die Minen von L’Argentella ausgesprochen.

### Heutige Situation
Die Gebäude des Bergwerkes sind mittlerweile allesamt verfallen. Eine touristische Nutzung des Geländes erfolgt nicht, allerdings sind die Minen-Anlagen und einige erhalten gebliebene Stützen der Materialseilbahnen beliebte Motive für Ruinen-Fotografie in Lost Places. Die Lokalität zieht auch geologisch interessierte Besucher an, da sich zwischen den Ruinen einige Aufschlüsse befinden und man in den aufgelassenen Etagen des Bergbaus mit etwas Glück noch einige der beschriebenen Minerale finden kann.
Der Stausee am Chierchiu-Bach existiert nach wie vor. Er versorgt heutzutage die wenigen Häuser des Gebietes mit Rohwasser und deckt den Wasserbedarf des im Sommer betriebenen Campingplatzes am Strand von L’Argentella.